# Lacida vertiginosa
Lacida vertiginosa är en fjärilsart som beskrevs av Van Eecke 1928. Lacida vertiginosa ingår i släktet Lacida och familjen tofsspinnare. Inga underarter finns listade i Catalogue of Life.